# Приказчик (опера)
«Приказчик» — комическая опера в одном действии Николая Петровича Николева на музыку Ж.-Ф. Дарси, жанрово определённая самим автором как «драматическая пустельга»; произведение написано в 1777 году, затрагивает характерную для русской комедии XVIII в. тему «злого приказчика», развивая при этом одну из сюжетных линий комической оперы Николева «Розана и Любим», написанной годом ранее.
Опера написана на сюжет пьесы Ж.-Ф. Пуллена де Сен-Фуа «Юлия»
Премьера состоялась в июле 1778 года в вольном московском театре. Впервые текст оперы опубликован отдельным изданием в 1781 году; повторно — в журнале «Российский феатр», 1788, No 22, с. 111—136.

## Персонажи
- Управитель.
- Приказчик.
- Огородник.
- Завида.
- Миловзор.
- Несколько крестьян.

## Сюжет
Главные герои — крестьянка Завида и пастух Миловзор — любят друг друга, но к Завиде пристаёт приказчик. Письмо, отправленное крестьянами к барину с жалобой на притеснения приказчика, достигает цели: приезжает управитель и смещает крестьянского обидчика, а Завиде и Миловзору разрешает жениться.
Крестьяне очень довольны милостью барина, и когда управитель заверяет их, что барин всегда будет милостив к ним, если только они будут смирны и послушны, помня участь своего приказчика, они радостным хором поют верноподданнический куплет: 

Будем вечно прославляти

Господина своего;

Он нас станет защищати,

Мы помрем все за него.

 (Явл. 11)

## Особенности произведения
Называя своё сочинение «пустельгой», Н. П. Николев мог подчеркнуть как незначительный объём произведения, так и лёгкость художественного осмысления избранного сюжета: конфликт крепостных крестьян и приказчика разрешается благополучно. По характеру раскрытия персонажей «Приказчик» — сентиментальное произведение. Действие происходит на лоне природы: «Театр представляет с правой и левой стороны крестьянские избы, в конце огород, а в середине пруд, на коем видно несколько гусей».
Главное своеобразие композиции произведения состоит в том, что основной конфликт возникает до начала пьесы: крестьяне уже отправили послание барину о произволе притеснителя приказчика. Действие начинается с того, что Завида с нетерпением ждет,

когда-то придут от барина письма?.. Батюшка уже к нему писал на приказчика-та, да и все наши крестьяне… Уж будет ему! Полно и есть за что; не плутуй, не думай насильно жениться на мне".

(Явл. 1)
Опера была хорошо принята публикой: «сия маленькая драма довольно увеселяла публику к чести сочинителя». В период повышенного интереса к национальному быту и обычаям в опере зрителям особенно нравилась сцена, в которой Завида загоняет домой гусей и поёт куплеты с рефреном «тига, тига домой».